# Calogna
Calogna (Calogna in piemontese e in lombardo) è una frazione del comune di Lesa.

## Storia
Il nome di Calogna viene ritrovato in dei documenti  del 1380 nella variante 'Callogna'. Il luogo era allora sotto l'amministrazione di Belgirate. Nel 1928 passò a Lesa.

## Santa Cristina
Nei dintorni di Calogna sorge un piccolo oratorio romanico dove, nel 1826 e nel 1862 furono ritrovati reperti riconducibili all’età romana come tombe quadrate, oggetti in ferro, resti di vasi, fondazioni di muri, pavimentazioni e resti di una larga scala. Si pensava che la chiesa di S. Cristina fosse la chiesa di un piccolo e omonimo villaggio distrutto nel 1600 dalla peste ma non essendoci tracce del paese neanche all’interno dei documenti vescovili bisogna rifarsi ai secoli della tarda romanità. L’ipotesi toponomastica, risulta però ardita al contrario di quella archeologia. Infatti nella seconda metà del 1800 nel cortile della canonica di Arona venne allestita una collezione, appartenente a Guglielmo Torelli, di reperti rinvenuti nel Vergante e nel Basso Verbano. Da questi reperti, d’età romana, si può dedurre che S. Cristina potesse essere veramente la chiesa del piccolo villaggio ormai inesistente e non la chiesa di Calogna; il cui nome potrebbe derivare da Colonia.

## Le cuppelle
Spostandosi nell’intera area della Motta Rossa, chiamata anche Monte Ber (“montagna per eccellenza” dal celtico), è possibile trovare numerose incisioni rupestri, passate inosservate rispetto ai grandi ritrovamenti. Chiamate con il nome di “cuppelle” queste incisioni vengono spesso trovate raggruppate in decine o meno, lungo i sentieri che portano alla cima del colle, fanno pensare al passaggio di antichi pellegrini che dirigendosi ad una montagna sacra abbiano lasciato tracce dei riti pagani che compivano sulla pietra. Le cuppelle si possono trovare anche nel territorio di Calogna, presso S. Cristina, S. Paolo di Belgirate e presso la torbiera di Magognino; presso S. Paolo su una roccia che ricorda un altare naturale, sono particolarmente visibili  questi segni.Infine, in paese sono state ritrovate in un cortile due lastre pavimentali ciascuna con cuppelle e, in un altro, uno spezzone di sasso con due di queste incisioni, una ingigantita per ricavarne un abbeveratoio. Questa lastra di pietra è oggi depositata al Museo Archeologico di Arona.

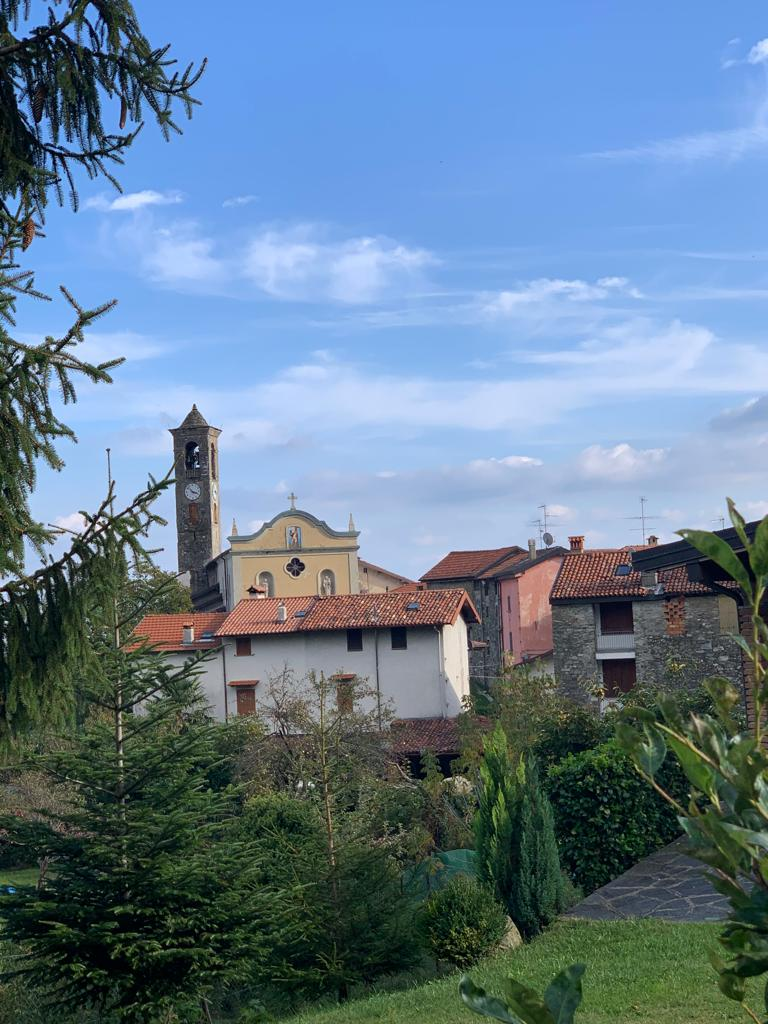
Vista di calogna

Viene elevata nel 1826, prima i riti venivano annotati sui registri allocati in loco, che furono poi persi.